# Cottus rhenanus
Chabot de Rhénanie, Chabot du Rhin
Espèce
Statut de conservation UICN

 LC : Préoccupation mineure
Cottus rhenanus, le Chabot de Rhénanie ou Chabot du Rhin, est une espèce de poissons d'eau douce actinoptérygiens de la famille des Cottidae.

## Description

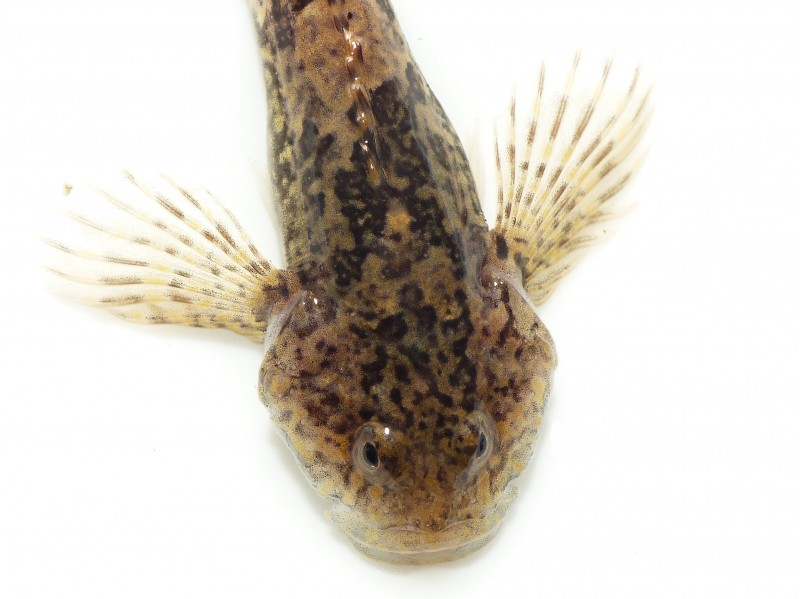
Gros plan en vue de dessus sur la tête d'un spécimen, pêché ici dans le Heelsumsche Beek, à Heelsum, aux Pays-Bas.

Ce chabot peut mesurer 10 à 15 cm, queue non comprise (SL) et peut peser 12 g,.

## Répartition
Ce poisson d'eau douce est endémique de l'Europe de l'Ouest, à savoir l'Ouest de l'Allemagne, la Belgique, le Nord-Est de la France, le Luxembourg et les Pays-Bas. Il est présent dans les bassins de la Meuse et du Rhin, où il s'étend en amont dans les environs de Mannheim, ainsi que dans les affluents du Main et du Neckar,.

## Le Chabot de Rhénanie et l'Homme
Le Chabot de Rhénanie est considéré comme une « espèce de préoccupation mineure » (LC) par la liste rouge de l'UICN.
Il est considéré comme une « espèce quasi menacée » (NT) par la liste rouge du Comité français de l'UICN dans sa version de 2019, où il était une « espèce à données insuffisantes » (DD) dans la version de 2009.

## Taxonomie
L'espèce a été décrite en 2005 par les naturalistes Jörg Freyhof, Maurice Kottelat et Arne Nolte, en même temps que le Chabot du Béarn (Cottus aturi), le Chabot d'Auvergne (C. duranii), C. metae (en), le Chabot fluviatile (C. perifretum), le Chabot de l'Hérault (C. rondeleti), C. scaturigo (en) et C. transsilvaniae (en).
Les noms vernaculaires attestés en français sont « Chabot de Rhénanie », « Chabot du Rhin », « bavard » et « têtard »,.
Elle a été distinguée du Chabot commun (C. gobio), qui a une aire de répartition plus étendue et plus orientale en Europe.

### Étymologie
L'épithète spécifique rhenanus, composée de Rhen[us] (nom latin du Rhin) et du suffixe -anus (pour désigner le lieu), fait référence à ce grand fleuve européen (en), où il constitue une grande partie de l'aire de répartition de cette espèce,.

### Publication originale
- (en) Jörg Freyhof, Maurice Kottelat et Arne Nolte, « Taxonomic diversity of European Cottus with description of eight new species (Teleostei: Cottidae) », Ichthyological Exploration of Freshwaters, Munich, Verlag Dr. Friedrich Pfeil (de), vol. 16, no 2,‎ juin 2005, p. 107-172 (ISSN 0936-9902, lire en ligne [PDF], consulté le 30 juin 2024) (protologue).